# Mary Piriou
Marie-Louise Piriou, dite Mary Piriou, née le 16 octobre 1881 à Morlaix (Finistère) et morte le 28 décembre 1956 à Paris, est une artiste peintre et graveuse française.

## Biographie
Mary Piriou suit d'abord les cours du peintre Charles Francisque Raub à Brest, puis se rend à Paris où elle rejoint son frère Adolphe qui y entame une carrière de musicien. Elle s'inscrit à l'Académie Julian (1904-1905), dans l'atelier de Lucien Simon  et à l'Académie de la Grande Chaumière où elle s'essaie aussi à la sculpture sous la direction d'Antoine Bourdelle. Elle échoue en 1906 au concours d'entrée à l'École des Beaux-arts de Paris après avoir suivi les cours des ateliers préparatoires avec Ferdinand Humbert (1842-1934); elle sympathisera avec le peintre canadien  Ernest Percyval Tudor Hart, qu'elle côtoie à l'Académie Colarossi, et avec le peintre naturaliste français Victor Charreton. Son frère est fiancé à Cécile Kunc, la sœur du compositeur toulousain Aymé Kunc, 1er Grand Prix de Rome de musique de 1902. Les Piriou et les Kunc de par leurs liens étroits seront tous familiers de la Bretagne (région de Morlaix, Primel) et de la région toulousaine.
Le 2 avril 1907, son frère Adolphe, elle-même et les cousins Ary et Marius Leblond (hommes de lettres) assistent à un concert dans l'atelier d'Antoine Bourdelle (à Montparnasse, au no 16 impasse du Maine) donné par le violoniste Joseph Debroux, ami du sculpteur, accompagné au piano par sa femme.
À partir de 1909, elle s'installe avec ses parents dans leur maison familiale de Pont-Aven, (Park an Dero) peignant essentiellement des paysages et des portraits à la veine impressionniste puis synthétiste[réf. nécessaire], et côtoyant à l'Hôtel Julia nombre d'artistes étrangers. Pour la petite histoire, cette même année, elle y participe avec ses sœurs, Théodore Botrel et l'épouse du peintre américain Franck C. Penfold, à une séance musicale; une autre séance, le 27 août 1910, y réunit le compositeur toulousain  Aymé Kunc (piano), sa compagne Paulette Baldocchi (soprano), Adolphe Piriou (violon) et son épouse Cécile Piriou (piano)[réf. nécessaire].
Elle exposera à Paris au Salon des Indépendants à partir de 1908, au Salon de la Société Nationale des Beaux-arts, à la galerie du Luxembourg (1917), galerie Georges Petit (1919, 1925), galerie Manzi-Joyant, au pavillon de Marsan[réf. nécessaire] (1925) et au Salon de la Société des Artistes Français. Parcourant  crayons et pinceaux en main de nombreuses régions, elle y expose ses œuvres dans diverses galeries de Bretagne (galerie Saluden et Raub à Brest, galerie Saluden à Quimper en 1924, 1926, 1929 et 1936), ainsi que dans celles du Sud-Ouest et du Midi (Société des artistes méridionaux à Toulouse, galerie Détaille à Marseille). Elle entretient depuis longtemps de solides amitiés avec  Michel Geistdoerfer (Député maire de Dinan), Antoine Bott (directeur de "La Bretagne Touristique") et Yves Le Febvre (directeur de "La Pensée Bretonne"), républicains convaincus, ardents défenseurs des artistes bretons et qui l'aident à faire connaître son travail .
Son père meurt en juin 1923. En 1928, Marie Trellu, gérante de l'hôtel Ar Vro à Saint-Cast, lui confiera la décoration de la salle à manger de l'hôtel. Elle y peint, en 1928-1929, un grand tableau mural qu'elle considérera, alors, comme l'une de ses œuvres majeures : Le pardon de Plougastel (conservé à Plougastel au musée de la Fraise et du Patrimoine). À la fin des années 1920, elle se fait construire une villa, Pen-Ty-Breiz, à Saint-Cast, où elle travaille et donne des cours de peinture et d'histoire de l'art.
En 1931, sa sœur Madeleine puis sa mère meurent. Elle doit vendre la maison familiale (Park an Déro) à Pont-Aven[réf. nécessaire].
En 1933, Mary Piriou épouse Henry Bazin, ami d'enfance et peintre amateur, avec qui elle vivra plusieurs années à Saint-Cast[réf. nécessaire]. En octobre 1943, alors qu'avec son époux elle donnait des cours de peinture et dessin à Dinan, leur atelier est victime d'un incendie qui détruit une partie importante de ses œuvres. Après la mort d'Henry Bazin en 1949, elle vend la villa Pen-Ty-breiz à Saint-Cast et, en 1951, fait construire une petite maison (Baradozic) à Pont-Aven où elle terminera sa carrière d'artiste[réf. nécessaire].
Elle meurt à Paris, durant une ultime exposition à La Maison de Bretagne, en décembre 1956[réf. nécessaire]. Elle sera inhumée peu après au cimetière communal de Pont-Aven.
La ville de Brest a donné son nom à une rue de la ville.

## Œuvres dans les collections publiques
Quelques-unes de ses œuvres ont été acquises par les musées de Brest, Pont-Aven, Saint-Brieuc, Morlaix, Plougastel Daoulas, le FNAC (Fonds national d'art contemporain, Paris), et le FMAC (Fonds municipal d'art contemporain, Ivry-sur-Seine).
- Brest, musée des beaux-arts : Portrait du poète Saint-Pol-Roux, 1923, pastel sur papier, 42,5 x 34 cm[6],[7].
- Le Faouët, musée du Faouët : Fillette de Plougastel-Daoulas[8].
- Morlaix, musée des beaux-arts : Portrait d'homme d'âge mur, avant 1925[9].
- Plougastel-Daoulas, musée de la Fraise et du Patrimoine : Pardon de l'église Saint-Pierre de Plougastel, huile sur toile, 178 × 584 cm.